# Đại dịch COVID-19 tại Na Uy
Bài viết này phản ánh lại các tác động của đại dịch COVID-19 ở Na Uy, và có thể không bao gồm tất cả các phản ứng và biện pháp chính đương thời.

## Dòng thời gian
| COVID-19 tại Na Uy () Tử vong Hồi phục Đang điều trị Thg 2Thg 3Thg 4Thg 5Thg 6Thg 715 ngày gần nhất15 ngày gần nhất | COVID-19 tại Na Uy () Tử vong Hồi phục Đang điều trị Thg 2Thg 3Thg 4Thg 5Thg 6Thg 715 ngày gần nhất15 ngày gần nhất | COVID-19 tại Na Uy () Tử vong Hồi phục Đang điều trị Thg 2Thg 3Thg 4Thg 5Thg 6Thg 715 ngày gần nhất15 ngày gần nhất | COVID-19 tại Na Uy () Tử vong Hồi phục Đang điều trị Thg 2Thg 3Thg 4Thg 5Thg 6Thg 715 ngày gần nhất15 ngày gần nhất | COVID-19 tại Na Uy () Tử vong Hồi phục Đang điều trị Thg 2Thg 3Thg 4Thg 5Thg 6Thg 715 ngày gần nhất15 ngày gần nhất |
| --- | --- | --- | --- | --- |
| Ngày | Ngày | | Ca nhiễm | Tử vong |
| 2020-02-26 | 2020-02-26 | | 1(n.a.) | |
| 2020-02-27 | 2020-02-27 | | 4(+300%) | |
| 2020-02-28 | 2020-02-28 | | 7(+75%) | |
| 2020-02-29 | 2020-02-29 | | 15(+114%) | |
| 2020-03-01 | 2020-03-01 | | 19(+27%) | |
| 2020-03-02 | 2020-03-02 | | 25(+32%) | |
| 2020-03-03 | 2020-03-03 | | 33(+32%) | |
| 2020-03-04 | 2020-03-04 | | 54(+64%) | |
| 2020-03-05 | 2020-03-05 | | 84(+56%) | |
| 2020-03-06 | 2020-03-06 | | 111(+32%) | |
| 2020-03-07 | 2020-03-07 | | 145(+31%) | |
| 2020-03-08 | 2020-03-08 | | 167(+15%) | |
| 2020-03-09 | 2020-03-09 | | 190(+14%) | |
| 2020-03-10 | 2020-03-10 | | 275(+45%) | |
| 2020-03-11 | 2020-03-11 | | 489(+78%) | |
| 2020-03-12 | 2020-03-12 | | 621(+27%) | 1(n.a.) |
| 2020-03-13 | 2020-03-13 | | 750(+21%) | 1(=) |
| 2020-03-14 | 2020-03-14 | | 907(+21%) | 3(+200%) |
| 2020-03-15 | 2020-03-15 | | 1.077(+19%) | 3(=) |
| 2020-03-16 | 2020-03-16 | | 1.169(+8,5%) | 3(=) |
| 2020-03-17 | 2020-03-17 | | 1.308(+12%) | 3(=) |
| 2020-03-18 | 2020-03-18 | | 1.423(+8,8%) | 6(+100%) |
| 2020-03-19 | 2020-03-19 | | 1.552(+9,1%) | 6(=) |
| 2020-03-20 | 2020-03-20 | | 1.742(+12%) | 7(+17%) |
| 2020-03-21 | 2020-03-21 | | 1.926(+11%) | 7(=) |
| 2020-03-22 | 2020-03-22 | | 2.132(+11%) | 7(=) |
| 2020-03-23 | 2020-03-23 | | 2.371(+11%) | 10(+43%) |
| 2020-03-24 | 2020-03-24 | | 2.566(+8,2%) | 12(+20%) |
| 2020-03-25 | 2020-03-25 | | 2.916(+14%) | 14(+17%) |
| 2020-03-26 | 2020-03-26 | | 3.156(+8,2%) | 14(=) |
| 2020-03-27 | 2020-03-27 | | 3.581(+13%) | 19(+36%) |
| 2020-03-28 | 2020-03-28 | | 3.845(+7,4%) | 22(+16%) |
| 2020-03-29 | 2020-03-29 | | 4.102(+6,7%) | 26(+18%) |
| 2020-03-30 | 2020-03-30 | | 4.226(+3%) | 32(+23%) |
| 2020-03-31 | 2020-03-31 | | 4.447(+5,2%) | 39(+22%) |
| 2020-04-01 | 2020-04-01 | | 4.655(+4,7%) | 44(+13%) |
| 2020-04-02 | 2020-04-02 | | 4.935(+6%) | 50(+14%) |
| 2020-04-03 | 2020-04-03 | | 5.208(+5,5%) | 59(+18%) |
| 2020-04-04 | 2020-04-04 | | 5.510(+5,8%) | 62(+5,1%) |
| 2020-04-05 | 2020-04-05 | | 5.640(+2,4%) | 71(+15%) |
| 2020-04-06 | 2020-04-06 | | 5.755(+2%) | 76(+7%) |
| 2020-04-07 | 2020-04-07 | | 5.863(+1,9%) | 89(+17%) |
| 2020-04-08 | 2020-04-08 | | 6.010(+2,5%) | 101(+13%) |
| 2020-04-09 | 2020-04-09 | | 6.160(+2,5%) | 108(+6,9%) |
| 2020-04-10 | 2020-04-10 | | 6.244(+1,4%) | 113(+4,6%) |
| 2020-04-11 | 2020-04-11 | | 6.320(+1,2%) | 119(+5,3%) |
| 2020-04-12 | 2020-04-12 | | 6.415(+1,5%) | 128(+7,6%) |
| 2020-04-13 | 2020-04-13 | | 6.488(+1,1%) | 134(+4,7%) |
| 2020-04-14 | 2020-04-14 | | 6.566(+1,2%) | 149(+11%) |
| 2020-04-15 | 2020-04-15 | | 6.677(+1,7%) | 150(+0,67%) |
| 2020-04-16 | 2020-04-16 | | 6.791(+1,7%) | 152(+1,3%) |
| 2020-04-17 | 2020-04-17 | | 6.891(+1,5%) | 160(+5,3%) |
| 2020-04-18 | 2020-04-18 | | 6.984(+1,3%) | 164(+2,5%) |
| 2020-04-19 | 2020-04-19 | | 7.068(+1,2%) | 165(+0,61%) |
| 2020-04-20 | 2020-04-20 | | 7.113(+0,64%) | 181(+9,7%) |
| 2020-04-21 | 2020-04-21 | | 7.166(+0,75%) | 182(+0,55%) |
| 2020-04-22 | 2020-04-22 | | 7.250(+1,2%) | 187(+2,7%) |
| 2020-04-23 | 2020-04-23 | | 7.345(+1,3%) | 194(+3,7%) |
| 2020-04-24 | 2020-04-24 | | 7.408(+0,86%) | 199(+2,6%) |
| 2020-04-25 | 2020-04-25 | | 7.467(+0,8%) | 201(+1%) |
| 2020-04-26 | 2020-04-26 | | 7.505(+0,51%) | 201(=) |
| 2020-04-27 | 2020-04-27 | | 7.533(+0,37%) | 205(+2%) |
| 2020-04-28 | 2020-04-28 | | 7.605(+0,96%) | 206(+0,49%) |
| 2020-04-29 | 2020-04-29 | | 7.667(+0,82%) | 207(+0,49%) |
| 2020-04-30 | 2020-04-30 | | 7.710(+0,56%) | 210(+1,4%) |
| 2020-05-01 | 2020-05-01 | | 7.783(+0,95%) | 210(=) |
| 2020-05-02 | 2020-05-02 | | 7.809(+0,33%) | 211(+0,48%) |
| 2020-05-03 | 2020-05-03 | | 7.847(+0,49%) | 211(=) |
| 2020-05-04 | 2020-05-04 | | 7.905(+0,74%) | 214(+1,4%) |
| 2020-05-05 | 2020-05-05 | | 7.955(+0,63%) | 215(+0,47%) |
| 2020-05-06 | 2020-05-06 | | 7.996(+0,52%) | 216(+0,47%) |
| 2020-05-07 | 2020-05-07 | | 8.034(+0,48%) | 217(+0,46%) |
| 2020-05-08 | 2020-05-08 | | 8.070(+0,45%) | 218(+0,46%) |
| 2020-05-09 | 2020-05-09 | | 8.099(+0,36%) | 219(+0,46%) |
| 2020-05-10 | 2020-05-10 | | 8.102(+0,04%) | 219(=) |
| 2020-05-11 | 2020-05-11 | | 8.106(+0,05%) | 224(+2,3%) |
| 2020-05-12 | 2020-05-12 | | 8.152(+0,57%) | 228(+1,8%) |
| 2020-05-13 | 2020-05-13 | | 8.175(+0,28%) | 229(+0,44%) |
| 2020-05-14 | 2020-05-14 | | 8.196(+0,26%) | 232(+1,3%) |
| 2020-05-15 | 2020-05-15 | | 8.219(+0,28%) | 232(=) |
| 2020-05-16 | 2020-05-16 | | 8.237(+0,22%) | 232(=) |
| 2020-05-17 | 2020-05-17 | | 8.249(+0,15%) | 232(=) |
| 2020-05-18 | 2020-05-18 | | 8.257(+0,1%) | 233(+0,43%) |
| 2020-05-19 | 2020-05-19 | | 8.267(+0,12%) | 233(=) |
| 2020-05-20 | 2020-05-20 | | 8.281(+0,17%) | 234(+0,43%) |
| 2020-05-21 | 2020-05-21 | | 8.309(+0,34%) | 235(+0,43%) |
| 2020-05-22 | 2020-05-22 | | 8.332(+0,28%) | 235(=) |
| 2020-05-23 | 2020-05-23 | | 8.346(+0,17%) | 235(=) |
| 2020-05-24 | 2020-05-24 | | 8.346(=) | 235(=) |
| 2020-05-25 | 2020-05-25 | | 8.352(+0,07%) | 235(=) |
| 2020-05-26 | 2020-05-26 | | 8.383(+0,37%) | 235(=) |
| 2020-05-27 | 2020-05-27 | | 8.401(+0,21%) | 235(=) |
| 2020-05-28 | 2020-05-28 | | 8.411(+0,12%) | 236(+0,43%) |
| 2020-05-29 | 2020-05-29 | | 8.422(+0,13%) | 236(=) |
| 2020-05-30 | 2020-05-30 | | 8.437(+0,18%) | 236(=) |
| 2020-05-31 | 2020-05-31 | | 8.440(+0,04%) | 236(=) |
| 2020-06-01 | 2020-06-01 | | 8.446(+0,07%) | 236(=) |
| 2020-06-02 | 2020-06-02 | | 8.455(+0,11%) | 237(+0,42%) |
| 2020-06-03 | 2020-06-03 | | 8.477(+0,26%) | 237(=) |
| 2020-06-04 | 2020-06-04 | | 8.504(+0,32%) | 238(+0,42%) |
| 2020-06-05 | 2020-06-05 | | 8.522(+0,21%) | 238(=) |
| 2020-06-06 | 2020-06-06 | | 8.531(+0,11%) | 238(=) |
| 2020-06-07 | 2020-06-07 | | 8.547(+0,19%) | 238(=) |
| 2020-06-08 | 2020-06-08 | | 8.561(+0,16%) | 239(+0,42%) |
| 2020-06-09 | 2020-06-09 | | 8.576(+0,18%) | 239(=) |
| 2020-06-10 | 2020-06-10 | | 8.594(+0,21%) | 239(=) |
| 2020-06-11 | 2020-06-11 | | 8.608(+0,16%) | 242(+1,3%) |
| 2020-06-12 | 2020-06-12 | | 8.620(+0,14%) | 242(=) |
| 2020-06-13 | 2020-06-13 | | 8.628(+0,09%) | 242(=) |
| 2020-06-14 | 2020-06-14 | | 8.631(+0,03%) | 242(=) |
| 2020-06-15 | 2020-06-15 | | 8.647(+0,19%) | 242(=) |
| 2020-06-16 | 2020-06-16 | | 8.660(+0,15%) | 242(=) |
| 2020-06-17 | 2020-06-17 | | 8.692(+0,37%) | 243(+0,41%) |
| 2020-06-18 | 2020-06-18 | | 8.708(+0,18%) | 244(+0,41%) |
| 2020-06-19 | 2020-06-19 | | 8.726(+0,21%) | 244(=) |
| 2020-06-20 | 2020-06-20 | | 8.742(+0,18%) | 244(=) |
| 2020-06-21 | 2020-06-21 | | 8.745(+0,03%) | 244(=) |
| 2020-06-22 | 2020-06-22 | | 8.751(+0,07%) | 248(+1,6%) |
| 2020-06-23 | 2020-06-23 | | 8.772(+0,24%) | 248(=) |
| 2020-06-24 | 2020-06-24 | | 8.788(+0,18%) | 249(+0,4%) |
| 2020-06-25 | 2020-06-25 | | 8.788(=) | 249(=) |
| 2020-06-26 | 2020-06-26 | | 8.832(+0,5%) | 249(=) |
| 2020-06-27 | 2020-06-27 | | 8.846(+0,16%) | 249(=) |
| 2020-06-28 | 2020-06-28 | | 8.855(+0,1%) | 249(=) |
| 2020-06-29 | 2020-06-29 | | 8.862(+0,08%) | 249(=) |
| 2020-06-30 | 2020-06-30 | | 8.879(+0,19%) | 250(+0,4%) |
| 2020-07-01 | 2020-07-01 | | 8.896(+0,19%) | 251(+0,4%) |
| 2020-07-02 | 2020-07-02 | | 8.902(+0,07%) | 251(=) |
| 2020-07-03 | 2020-07-03 | | 8.921(+0,21%) | 251(=) |
| 2020-07-04 | 2020-07-04 | | 8.926(+0,06%) | 251(=) |
| 2020-07-05 | 2020-07-05 | | 8.930(+0,04%) | 251(=) |
| 2020-07-06 | 2020-07-06 | | 8.936(+0,07%) | 251(=) |
| 2020-07-07 | 2020-07-07 | | 8.947(+0,12%) | 251(=) |
| 2020-07-08 | 2020-07-08 | | 8.950(+0,03%) | 251(=) |
| 2020-07-09 | 2020-07-09 | | 8.965(+0,17%) | 252(+0,4%) |
| 2020-07-10 | 2020-07-10 | | 8.974(+0,1%) | 252(=) |
| 2020-07-11 | 2020-07-11 | | 8.977(+0,03%) | 252(=) |
| 2020-07-12 | 2020-07-12 | | 8.981(+0,04%) | 252(=) |
| 2020-07-13 | 2020-07-13 | | 8.984(+0,03%) | 253(+0,4%) |
| 2020-07-14 | 2020-07-14 | | 9.001(+0,19%) | 253(=) |
| 2020-07-15 | 2020-07-15 | | 9.011(+0,11%) | 253(=) |
| 2020-07-16 | 2020-07-16 | | 9.025(+0,16%) | 254(+0,4%) |
| 2020-07-17 | 2020-07-17 | | 9.025(=) | 255(+0,39%) |
| 2020-07-18 | 2020-07-18 | | 9.028(+0,03%) | 255(=) |
| 2020-07-19 | 2020-07-19 | | 9.028(=) | 255(=) |
| 2020-07-20 | 2020-07-20 | | 9.034(+0,07%) | 255(=) |
| 2020-07-21 | 2020-07-21 | | 9.053(+0,21%) | 255(=) |
| 2020-07-22 | 2020-07-22 | | 9.059(+0,07%) | 255(=) |
| 2020-07-23 | 2020-07-23 | | 9.071(+0,13%) | 255(=) |
| Nguồn: Báo cáo chính thức từ Viện Y tế Công cộng Quốc gia (FHI) Ghi chú Không thể xác minh số ca hồi phục, vì không có nguồn chính thức cho những dữ liệu này ở Na Uy. Từ ngày 25 tháng 3 trở đi, dữ liệu được lấy từ một hệ thống báo cáo khác (MSIS), khiến con số chính thức vào ngày 25 tháng 3 bị thay đổi. Trong ngày 1 đến ngày 3 tháng 5, không có báo cáo nào được công bố, do đó, sự gia tăng đột ngột vào ngày 4 tháng 5. | | | | |

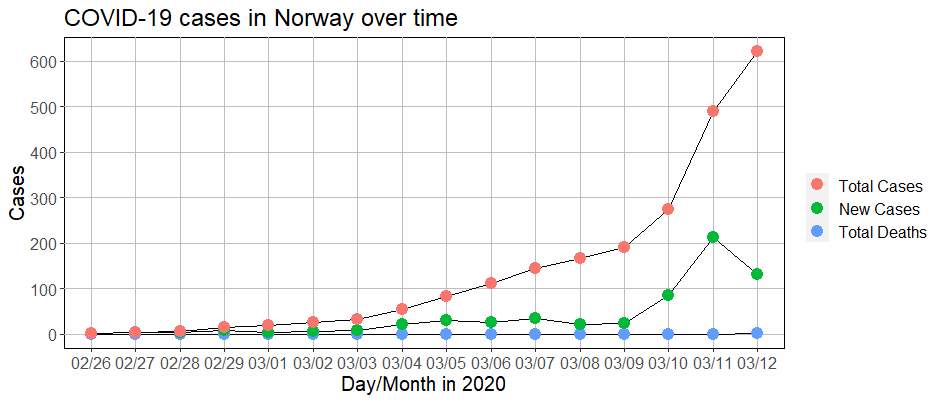
Biểu đồ hiển thị các trường hợp COVID-19 tại Na Uy theo thời gian, từ 26/2 đến 03/12

Vào ngày 26 tháng 2, Na Uy đã xác nhận trường hợp đầu tiên của COVID-19. Viện Y tế Công cộng Na Uy thông báo rằng ai đó đã thử nghiệm dương tính với SARS-CoV-2 sau khi trở về từ Trung Quốc vào tuần trước. Bệnh nhân nữ không có triệu chứng và sức khỏe tốt. Cô đã trải qua một sự cách ly tự nguyện tại nhà của cô ở Tromsø.
Vào ngày 27 tháng 2, Viện Y tế Công cộng Na Uy thông báo rằng có thêm ba người được xác nhận dương tính với SARS-CoV-2. Hai trong số họ sống ở Oslo và có liên quan đến vụ dịch ở Ý. Người kia sống ở Bærum và có liên quan đến vụ dịch ở Iran. Tất cả đều trải qua một sự cô lập tự nguyện ở nhà.
Vào ngày 28 tháng 2, một cá nhân từ Bergen và một nhân viên của Bệnh viện Đại học Oslo, Ullevål, đã thử nghiệm dương tính và được đưa vào nhà cách ly. Cả hai đã đến thăm miền Bắc nước Ý.
Vào ngày 28 tháng 2, một cá nhân từ Bergen và một nhân viên của Bệnh viện Đại học Oslo, Ullevål, đã thử nghiệm dương tính và được đưa vào nhà cách ly. Cả hai đã đến thăm miền Bắc nước Ý.
Vào ngày 29 tháng 2, đã có 15 trường hợp được xác nhận ở Na Uy.
Đến Chủ nhật, ngày 1 tháng 3, tổng cộng 19 trường hợp đã được xác nhận. Bjørn Atle Bjørnbeth, Giám đốc bệnh viện Ullevål ở Oslo, thông báo rằng có khả năng hơn 100 người đã tiếp xúc với một nhân viên bị nhiễm bệnh.
Vào ngày 3 tháng 3, có 25 trường hợp được xác nhận ở Na Uy, với 5 trường hợp từ Vestland. Một nhân viên tại kjøpesenteret Horisont ở Åsane được xác nhận đã bị nhiễm virus, quản lý trung tâm Lise Færøvik nói. Cho đến thời điểm này, hầu hết các trường hợp được nhập khẩu từ Ý, và không có trường hợp nào bị bệnh nặng vì vậy tất cả đều tự cách ly tại nhà. Một trường hợp xấu nhất được đánh giá với một phần tư dân số Na Uy bị nhiễm bệnh và các biện pháp đang được chính phủ áp dụng để xử lý 1 triệu người.
Vào ngày 4 tháng 3, đã có 56 trường hợp được xác nhận ở Na Uy, tất cả đều có liên quan đến các vụ dịch đã biết ở nước ngoài. Cho đến nay chỉ có một vài trong số những người bị nhiễm bệnh ở Na Uy (đáng chú ý là 5 trường hợp tại một khoa của bệnh viện Ullevål, bị nhiễm bởi một đồng nghiệp đã từng đến Ý).
Vào ngày 10 tháng 3, số trường hợp được xác nhận ở Na Uy đã tăng lên 400, và một số trường hợp gia tăng không thể truy tìm du lịch nước ngoài hoặc bất kỳ người nào bị nhiễm bệnh, cho thấy sự lây truyền trong cộng đồng đã bắt đầu ở Na Uy.
Tính đến ngày 12 tháng 3, trong số các quốc gia có ít nhất một triệu công dân, Na Uy có tỷ lệ mắc coronavirus dương tính cao thứ ba trên thế giới với 117,9 trường hợp trên một triệu người.
Vào ngày 12 tháng 3, một cuộc khóa máy quốc gia đã được công bố, có hiệu lực từ 6 giờ chiều cùng ngày. Trong hai tuần, trường học, nhà trẻ, trung tâm thể dục, tiệm cắt tóc, vv được đóng cửa. Các sự kiện thể thao và văn hóa và các cuộc tụ họp đều bị cấm và các hạn chế áp dụng cho các nhà hàng. Các biện pháp này phù hợp với các biện pháp được giới thiệu ở các nước châu Âu khác như Đan Mạch và Ý.
Vào ngày 12 tháng 3, Na Uy đã có cái chết đầu tiên do virus COVID-10. Nạn nhân là người già và chết tại Bệnh viện Đại học Oslo.
Tính đến hết ngày 13 tháng 4 năm 2024, Na Uy ghi nhận 1,509,732 trường hợp mắc COVID-19 và 6,638 trường hợp tử vong.